# Baicalasellus angarensis
Baicalasellus angarensis là một loài chân đều trong họ Asellidae. Loài này được Dybowski miêu tả khoa học năm 1884.